# Мілена Рашич
Мілена Рашич (серб. Милена Рашић, нар. 25 жовтня 1990) — сербська волейболістка, срібна призерка Олімпійських ігор 2016 року.

## Виступи на Олімпіадах
| Олімпіада           | Дисципліна | Місце |
| ------------------- | ---------- | ----- |
| Лондон 2012         | волейбол   | 11    |
| Ріо-де-Жанейро 2016 | волейбол   | 2     |

## Клуби
| Роки      | Команди               |
| --------- | --------------------- |
| 2002—2007 | «Шумадія»             |
| 2007—2010 | «Динамо» (Панчево)    |
| 2010—2014 | «Расинг» (Канни)      |
| 2014—2021 | «Вакифбанк» (Стамбул) |

## Зовнішні посилання
- Мілена Рашич — олімпійська статистика на сайті Sports-Reference.com (англ.) (архівна версія)

1. ↑  Olympedia — 2006.
2. ↑  16 RASIC MILENA — Turkish Volleyball Federation.